# 鹅喉羚
鹅喉羚（学名：Gazella subgutturosa）又名羚羊，黄羊，或长尾黄羊，是偶蹄目牛科瞪羚属的一种典型荒漠、半荒漠动物。

## 特征
鹅喉羚是中等体型的动物，体长约1～1.2米，肩高70多厘米，尾长15～18厘米；成羊体重约20–40公斤；颈细长，尾短，四肢细长有力。
雄羚在发情期喉部特别肥大，状似鹅喉，故得此名；雄羚长有一对30多厘米长的黑褐色角，微向后弯角尖朝内，角上有一圈圈的环棱，圈数随年龄的增加而增加，最多可达到17条；雄羚角较长，雌羚的角较短。
鹅喉羚的头、颈、背部及四肢前面均为棕褐色，腹部、臀部白色，尾黑褐色。

## 分布
主要栖息于海拔2000～3000米的高原开阔地带。
主要分布于内蒙古及中国大陆西北部。

## 习性
主要以荒漠中的猪毛菜属、鸦葱属、蒿属及禾本科、藜科植物为食。
冬季交配，夏季产仔，每胎1～2只。

## 保护
属于中国二级重点保护野生动物。世界自然保护联盟列为易危物种。
图片：、（页面存档备份，存于）